# Zikmund Veselý
Zikmund Veselý OFM (?- 1706) byl český františkán. Zasloužil se o péči nemocných morem v roce 1679, proslul však především jako český kazatel. Není známo, že by jeho dílo vyšlo tiskem, nicméně své latinské a české promluvy si poctivě zapisoval a byly jako jeho pozůstalost uchovávány v osmi svazcích v dačické františkánské knihovně. Na okraji stran kázání si P. Veselý často připisoval údaje o místě a času promluvy. „Dochovaný soubor ukazuje, že dačický kazatel velmi pilně připravoval kázání na téměř všechny církevní svátky a jiné slavnostní příležitosti.“ Vedle homiletických rukopisů je dosvědčen i jako písař příručky Rituale franciscanum, která rovněž obsahuje mnohé české texty. Roku 1671 opatřil pro dačickou knihovnu Melantrichovu českou Bibli z roku 1577, kterou sám zřejmě pro přípravu kázání používal. Zikmund Veselý byl v dačickém konventu vícekrát kvardiánem, a rovněž zde 12. června 1706, již jako stařec, zemřel.